# A (Kana)
あ in Hiragana oder ア in Katakana (romanisiert a) ist eines der japanischen Kana, das ein Mora repräsentiert. あ basiert auf dem sōsho-Style des Kanji 安, ア ist vom Radikal des Kanji 阿 abgeleitet. In der modernen japanischen  alphabetischen Sortierung steht es an erster Stelle, vor dem い. Es ist außerdem der 36. Buchstabe im Iroha, direkt nach dem て und vor dem さ. Das Hiragana beinhaltet das Kana no in Kombination mit einem Kreuz. Der Unicode für あ ist U+3041 und für ア ist U+30A2. Die Symbole stellen das [a] dar.
| Form                          | Rōmaji   | Hiragana        | Katakana        |
| ----------------------------- | -------- | --------------- | --------------- |
| Normal a/i/u/e/o (あ行 a-gyō) | a        | あ              | ア              |
| Normal a/i/u/e/o (あ行 a-gyō) | aa, ah ā | ああ, あぁ あー | アア, アァ アー |

## Ableitung
Das Katakana ア leitet, via man'yōgana, vom Kanji 阿 ab. Das Hiragana あ leitet vom Kanji 安 ab.

## Varianten
Die verkleinerten Versionen der Kana (ぁ, ァ) werden verwendet, um in der japanischen Sprache fremde Phone darzustellen, zum Beispiel ファ (fa).

## Strichfolge
|  |  |

Das Hiragana あ wird mit drei Strichen gezeichnet:
1. Oben ein horizontaler Strich von links nach rechts.
2. Ein vertikaler Strich von oben in der Mitte des ersten Striches nach unten.
3. Unten eine Schleife wie das Hiragana の.

Das Katakana ア wird mit zwei Strichen gezeichnet:
1. Oben ein Strich aus einer waagerechten Linie von links nach rechts, fortgeführt durch eine kürzere diagonale Linie in entgegengesetzter Richtung.
2. Beginnend am Ende des letzten Striches, eine Linie nach unten, leicht nach links geschwungen.

## Weitere Darstellungsformen
- In japanischer Brailleschrift:

- Der Wabun-Code ist －－・－－.

- In der japanischen Buchstabiertafel wird es als „朝日のア“ (Asahi no A) buchstabiert.